# Парламентские выборы во Французской Полинезии (2018)
Парламентские выборы во Французской Полинезии проходили 22 апреля (1-й тур) и 6 мая (2-й тур) 2018 года. Во втором туре избиратели голосовали за три политические партии, которые превысили барьер в 12,5 % в 1-м туре. На выборах избирались 57 депутатов Ассамблеи Французской Полинезии.
В результате победу одержала новая партия Народный список (Tapura huiraatira), получившая в сумме 38 из 57 мест парламента.

## Предвыборная обстановка
Партия Служение народу (Tavini Huiraatira) одержала победу на предыдущих парламентских выборах 2013 года, получив 38 из 57 мест парламента. Однако с 2013 года правящая партия погрязла во внутренних склоках и разобщённости. Несколько членов создали новую партию, которая вскоре объединилась с единственной парламентской партией, выступающей против независимости. Спикер парламента Марсель Тюиани выше из правящей партии в июне 2017 года и основал конкурирующую.
В рамках подготовки к новым выборам Верховный комиссар Французской Полинезии Рене Бидаль объявил о проведении регистрации избирателей с 12 по 26 марта 2018 года.

## Избирательная система
57 депутатов Ассамблеи Французской Полинезии избираются на основе пропорционального представительства по партийным спискам в 2 тура с премией большинству, то есть дополнительными местами, присуждаемыми партии, набравшей наибольшее количество мест. Страна представляет единый избирательный округ, состоящий из 8 секций, каждая из которых имеет премиум от 1 до 4 мест парламента в зависимости от населения секции. В сумме премиум составляет 19 мест.
Каждый список включает 73 кандидата в 8 секциях. В 1-м туре список, набравший абсолютное большинство голосов в данной секции получает премиум, а остальные места распределяются пропорционально полученным голосам между партиями, превысившими 5%-й избирательный барьер. В случае, если ни одна из партий не получила более 50 % голосов в 1-м туре, проводится 2-й тур между партиями, превысившими 12,5%-й барьер. Причём партии, получившие от 5 до 12,5 %, могут объединиться с оставшимися списками. После 2-го тура бонус получает партия, набравшая наибольшее количество голосов, а остальные места распределяются по пропорциональной системе.

## Результаты
| Партия | Партия                                   | 1-й тур | 1-й тур | 2-й тур | 2-й тур | 2-й тур | 2-й тур |
| Партия | Партия                                   | Голоса  | %       | Голоса  | %       | Места   | +/-     |
| --- | ---------------------------------------- | ------- | ------- | ------- | ------- | ------- | ------- |
| | Народный список (Tapura Huiraatira)      | 53 790  | 43,04   | 66 725  | 48,18   | 38      | новая   |
| | Народное собрание (Tahoera’a Huiraatira) | 36 747  | 29,40   | 37 606  | 27,72   | 11      | -27     |
| | Служение народу (Tavini Huiraatira)      | 25 890  | 20,72   | 31 357  | 23,11   | 8       | -3      |
| | Te Ora Api o Porinetia                   | 4 604   | 3,68    |         |         |         |         |
| | E Reo Manahune                           | 2 503   | 2,00    |         |         |         |         |
| | Народный республиканский союз            | 1 443   | 1,15    |         |         |         |         |
| Всего | Всего                                    | 124 975 | 100     | 135 688 | 100     | 57      | 0       |
| |                                          |         |         |         |         |         |         |
| Действительных бюллетеней | Действительных бюллетеней                | 124 975 | 98,31   | 135 688 | 98,33   |         |         |
| Пустых бюллетеней | Пустых бюллетеней                        | 1 091   | 0,86    | 1 128   | 0,89    |         |         |
| Недействительных бюллетеней | Недействительных бюллетеней              | 1 056   | 0,83    | 1 006   | 0,79    |         |         |
| Всего | Всего                                    | 127 122 | 100     | 137 990 | 100     |         |         |
| Зарегистрированных избирателей/Явка | Зарегистрированных избирателей/Явка      | 206 662 | 61,51   | 206 520 | 66,82   |         |         |
| Источник: Haut-Commissariat (first round Архивная копия от 24 декабря 2018 на Wayback Machine, second round Архивная копия от 23 апреля 2018 на Wayback Machine) |                                          |         |         |         |         |         |         |